# Kindapavian

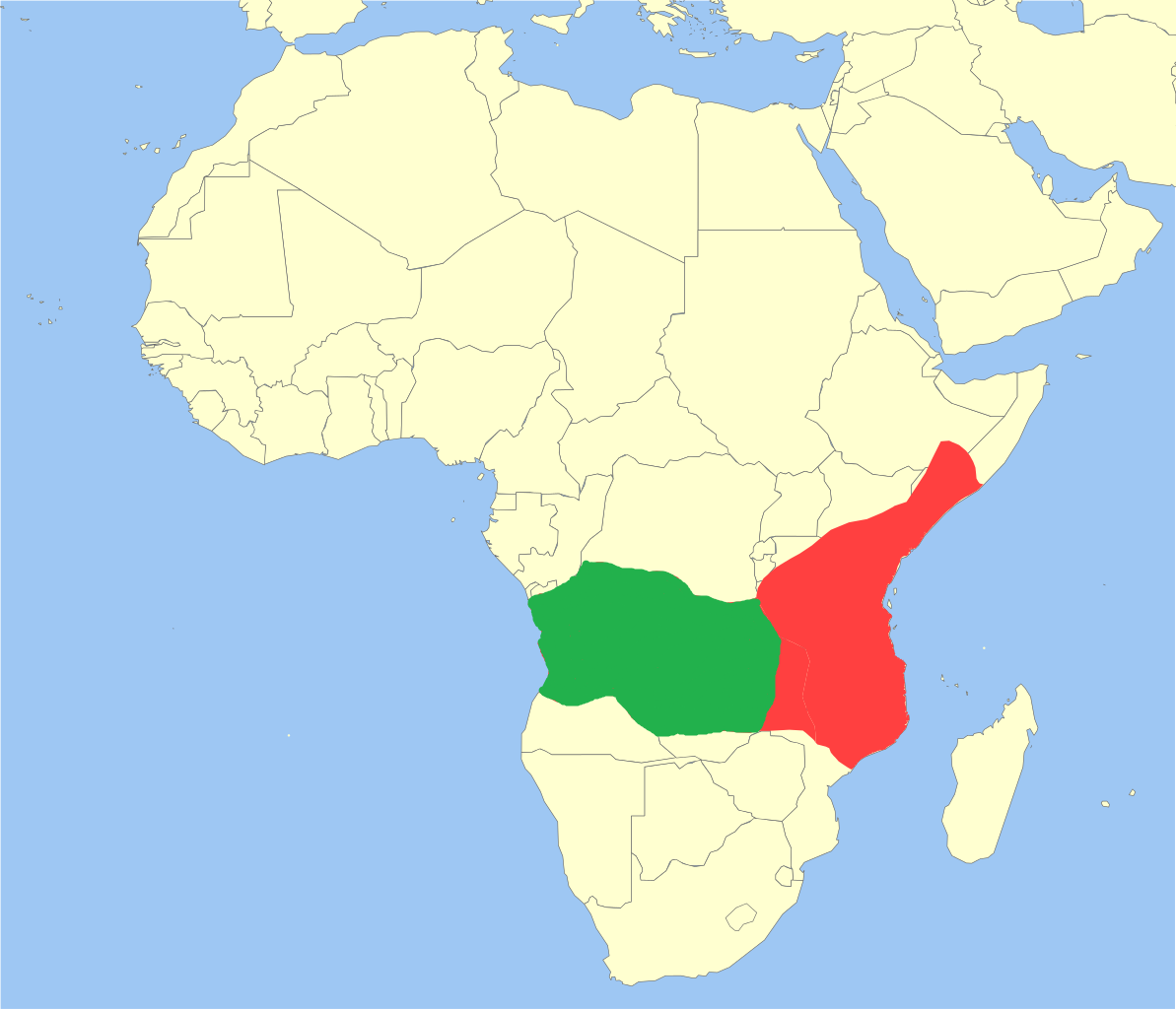
Grün das Verbreitungsgebiet des Kindapavians, rot das des Gelben Pavians

Der Kindapavian (Papio kindae) ist eine Primatenart aus der Gattung der Paviane innerhalb der Familie der Meerkatzenverwandten (Cercopithecidae). Sie kommt in Sambia westlich des Luangwa, im nördlichen Angola, im Süden der Demokratischen Republik Kongo und im äußersten Südwesten Tansanias, möglicherweise nördlich bis zum Mahale-Mountains-Nationalpark vor. Der Kindapavian galt bis vor Kurzem als Unterart des Gelben Pavians (Papio cynocephalus), morphologische Aspekte und die genetische Distanz sprechen jedoch für die Eigenständigkeit der Art.

## Merkmale
Mit einer Kopf-Rumpf-Länge von etwa 56 cm (Weibchen) bis 58 cm (Männchen) und einer durchschnittlichen Schwanzlänge von 47 cm (Weibchen) bis 53 cm (Männchen) ist der Kindapavian die schlankste und zierlichste aller Pavianarten. Bei einem durchschnittlichen Gewicht von 10 kg für die Weibchen und 16 kg bei den Männchen weist der Kindapavian unter den Pavianen den geringsten Sexualdimorphismus bezüglich Größe und Gewicht auf. Ausgewachsene Kindapavianmännchen sind etwa so groß und schwer wie die Weibchen des Gelben Pavians und des Bärenpavians. Die Schnauze ist vergleichsweise kurz. Der Schwanz wird bogenförmig getragen und nicht abgeknickt wie bei den anderen Pavianarten. Das Fell ist auf der Rückenseite gelblich braun und auf der Bauchseite heller und mehr cremefarben. Im Unterschied zum Fell des Gelben Pavians ist es weicher und seidiger. Auf dem Kopf trägt der Kindapavian ein auffälliges Haarbüschel, rund um die Augen schimmern die Haare rosig. Im Unterschied zu den schwärzlichen Jungen der übrigen Pavianarten sind die Jungtiere des Kindapavian weißlich bis rötlich.

## Lebensweise
Kindapaviane kommen in Waldsavannen mit Miombo-Vegetation (Brachystegia u. a.), lichten Wäldern und Galeriewäldern vor. Genaue Beobachtungen bezüglich ihrer Ernährung wurden bisher nicht gemacht, aber wie andere Paviane werden die Tiere Allesfresser sein, Früchte aber bevorzugen. Sie leben in größeren Gruppen mit mehreren ausgewachsenen Männchen und Weibchen und ihren Jungen. Der Kindapavian hybridisiert an den Kontaktzonen der Verbreitungsgebiete mit der Unterart P. cynocephalus cynocephalus des Gelben Pavians und der Unterart P. ursinus griseipes des Bärenpavians.

## Gefährdung
Der Kindapavian gilt als ungefährdet und kommt in fünf Nationalparks vor, nämlich in Upemba und Kundelungu im Südosten der Demokratischen Republik Kongo und in Kafue-Nationalpark, Kasanka-Nationalpark und Südluangwa-Nationalpark in Sambia.